# Zachotín
Zachotín är en ort i Tjeckien.   Den ligger i regionen Vysočina, i den centrala delen av landet, 100 km sydost om huvudstaden Prag. Zachotín ligger 563 meter över havet och antalet invånare är 223.
Terrängen runt Zachotín är lite kuperad. Runt Zachotín är det ganska glesbefolkat, med 36 invånare per kvadratkilometer. Närmaste större samhälle är Jihlava, 19,0 km öster om Zachotín. Omgivningarna runt Zachotín är en mosaik av jordbruksmark och naturlig växtlighet.